# 国鉄UC7形コンテナ

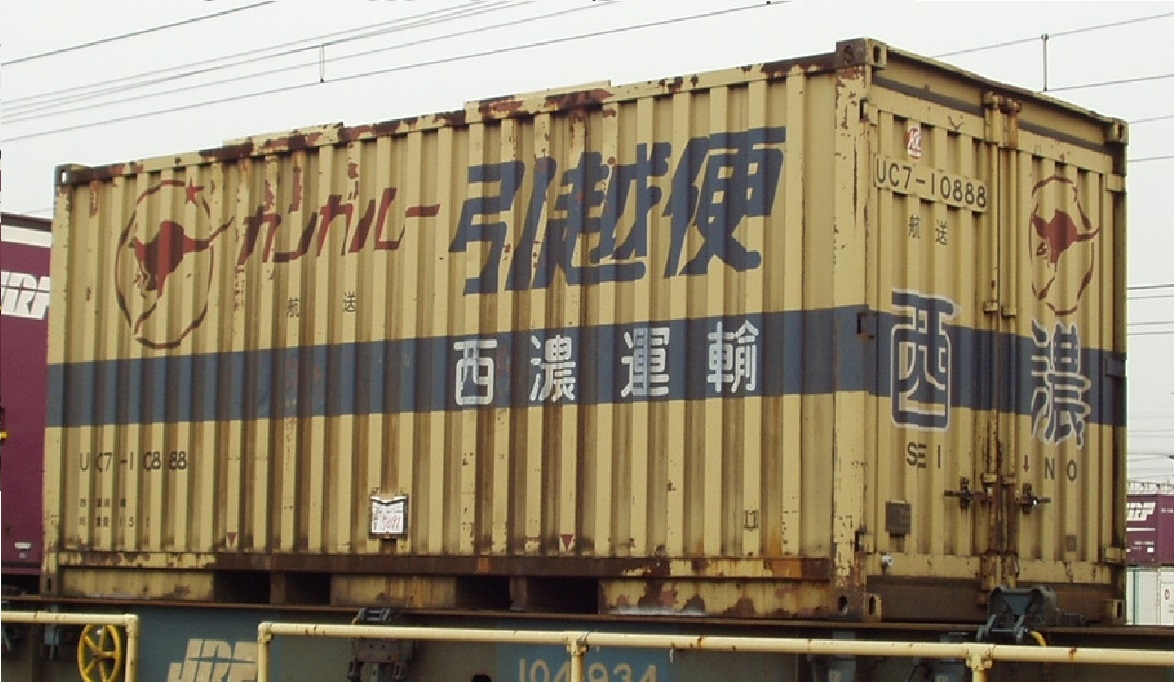
UC7-10888 西濃運輸（第2次企業カラー）
基本的な片妻壁側一方開仕様。
2003年5月22日、岡山県／西岡山駅。

国鉄UC7形コンテナ（こくてつUC7がたコンテナ）とは、日本国有鉄道（国鉄）およびそれを継承した日本貨物鉄道（JR貨物）に籍を有する、航送用20ft有蓋コンテナ（ドライコンテナ）である。

## 誕生から現在までのあらまし
この形式での登録は、現在の私有コンテナ形式付与基準とは大幅に異なる旧式扱いのために、新規登録は既に終了しているので、現状ではこの形式が消滅するのは時間の問題となっている。
実際の所有者・使用者は、旧国鉄・JR貨物以外の民間物流会社等である。コンテナの製造会社は、製造初年度である1979年から登録終了となった1987年までの9年間で、当時鉄道車両の製作を行っていた富士重工業を始め、現在も鉄道車両製作を行っている東急車輛製造、日本車輌製造の三社のみの製造であり、JR貨物に移行しから登場している一部の外国メーカー品は一切無い。またコンテナ本体の材質としてはアルミ製は無く、全てスチール製であり、自重を含む総重量は、12.3t以下と定められているが、自重は各コンテナにより異なる。

## コンテナの特徴・特記事項
当コンテナは、鉄道輸送の上でもっとも基本となる長方四角形の箱型のために、いわゆるコンテナへの貨物の出し入れの要となるドアの位置が、積載貨物品目や荷役環境に合わせて多様にある。
登録数はUC7-10001番から、最終登録の10998番までの連番で登録となっているが、10691 - 10695の5個は欠番のために、実数で993個ある。
また前記のUC7-10001 - 10998の登録以外にも、少数例ながら福山通運及び、松岡満運輸の各社では、元々自社所有コンテナとして登録してあったUC5を補強改造して、個々に耐久試験や構造審査を受けて、従来の固体番号を変更することなく形式のみUC5からUC7へ変更登録して使用していた。しかし、改造時点で既に十数年以上酷使されていたために、改造後の運用実績は思わしくなかった。
※ #元、UC5形式からUC7への改造も参照。

## 航送用コンテナが生まれた背景と、関連する法令

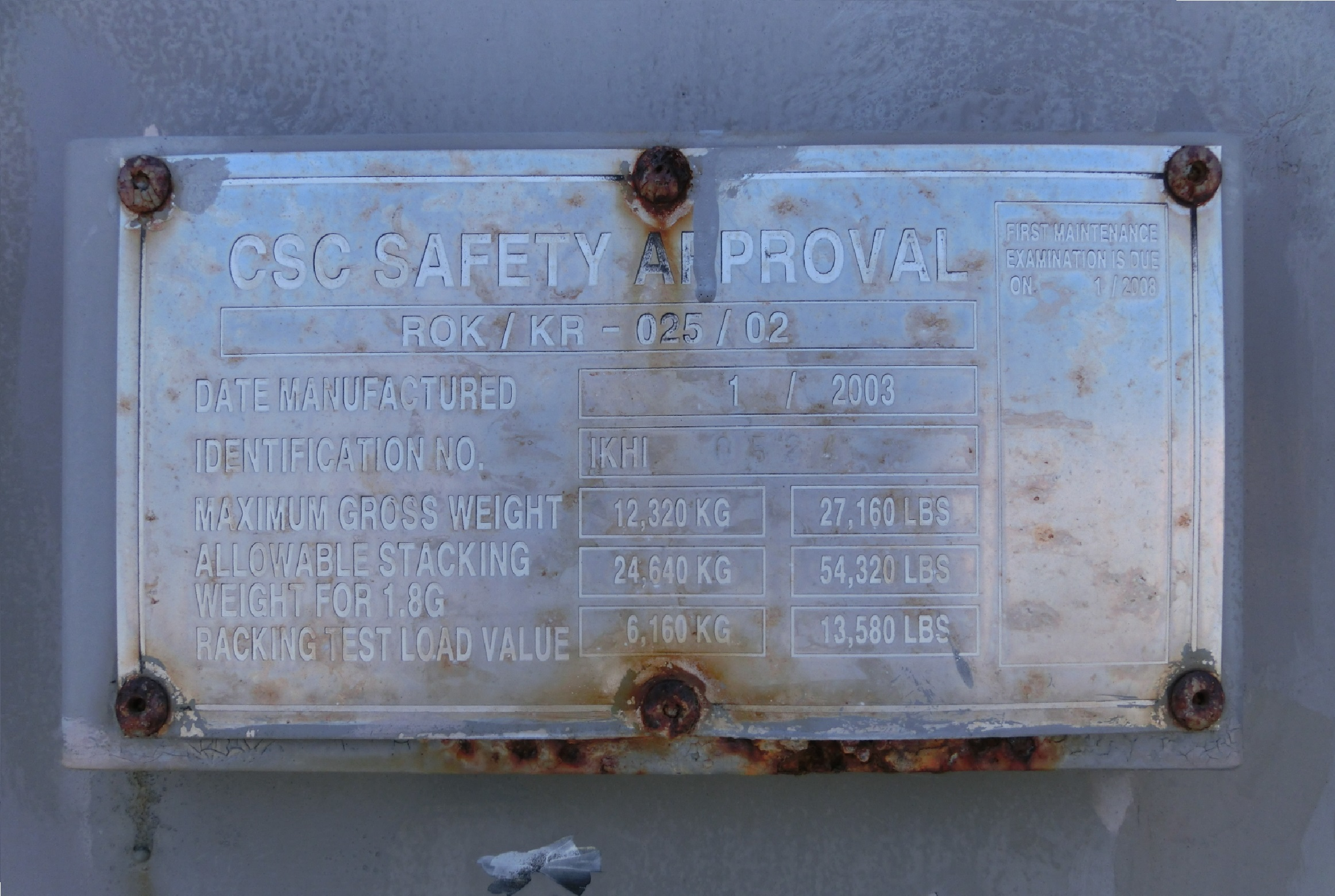
【参考資料】 CSCプレートの一例。
画像の事例は、豊島 (香川県)での不法投棄の産廃を島外へ撤去輸送するために、ISO規格で特別に製作した日本通運所有の、内航コンテナに添付されていたCSCプレートの事例。
このために、UC7用との刻印されている記載内容や検査機関等は異なるが、プレート自体の記載事項様式は、多少のレイアウト的差異はあるものの、ほぼ同一内容で統一されている。
2017年3月22日。

世界中の国々をコンテナ船や、鉄道などで跨ぐいわゆる、国際海上コンテナ輸送の安全性を担保するために、使われている各種コンテナの構造・保守管理に関する共通の国際的な約束事を、1972年にジュネーブの国連欧州本部で【安全なコンテナに関する国際条約（International Convention for Safe Containers, 1972、「CSC条約」）】
が決定した。
これに伴いわが国では、1977年9月に関連法案が発効され、当時の鉄道コンテナを一手に管理していた旧、国鉄が、沖縄 ←（フェリー）→ 本州  ←（青函連絡船）→  北海道及び、下関港 ←（フェリー）→ 韓国間をそれぞれ結ぶ航路で使用されている航送用、20ftコンテナを対象にして、まず新しく新造される汎用コンテナ（ドライコンテナ）に付いては、新形式となるUC7-10000番台を付与する事となった。登録方法としては、新造された国際コンテナへのISO規格に則って付与される認定形式と同様に、UC7形式コンテナを新造したメーカー各社が、製作ロット毎にまとめて国内の指定検査機関へ申請を出して規定の各種検査を受ける。日本国内では、日本舶用品検定協会(検定刻印マークは、HK )及び、日本海事協会(検定刻印マークは、NK )の二社が検査を担当していた。これらの一連の検査に合格した個々のコンテナの片妻側ドアに、国際海上コンテナ同様に（安全承認板＝CSCプレート）の貼り付けが義務付けられている。
ただし、西濃運輸が所有している両妻開式（10666 - 10685 ・ 10696 - 10742）の合計67本の場合には、コンテナ両側端にコンテナの運用上での方向を示す（ R ＝ 後妻側に該当）文字記載側の、妻ドアに取り付けられる。
以下に参考として適用される関連法令、『 船舶安全法施行規則、第十九条の三 《コンテナに関する検査の特例》 』 について記す。なお、航送用コンテナ規格が設定された当時の本州 ⇔ 北海道間は、現在の青函トンネルが未開通のために、青函連絡船を利用して専用のコンテナ貨車に、今回新規に認定されたUC7形及び、後に追加形式認定されたUT7形タンクコンテナ（5000番台の割り当て新形式として、UT7-5001～7までの僅か7個のみの登録）を積載して輸送していた。ただし、それ以外の従来型となる冷蔵UR5形や通風UV5形といったいわゆる特殊コンテナ類は、コンテナを形式変更する事もなくそのまま利用して輸送していた。またUC7に認定されていない一部の従来型であるUC5形でも、現状としては新法制定後でも多少なりとも輸送されていた事例が、当時の青函連絡船関連を記録した写真や、動画もネットで散見されている。このために新法により「コンテナを航送するために」と言う大義名分は付いてはいるが、青函航路に関しては、例えばコンテナを直接船舶に積載（一部のトラック積載乗船事例を含む）している沖縄及び、韓国ルートとは輸送形態の事情が大きく異なり、他の鉄道貨車同様にコンテナ貨車にコンテナ自体を例え空コンであれ、積コンであれ輸送貨物として積載し、ツイストロックで固定した状態で青函航路を利用していた。更に、連絡船内での積載貨車全てには、鎖を用いた専用の固定金具で厳重に船底に固縛されていた。つまり平たく言えば、無蓋貨車に積載する貨物（一例として、各種の車両・ガラス板・鋼材等）によっては、専用の鉄枠や木枠で積載貨物を梱包し、更に貨車から転落しないように、ロープやワイヤー等で厳重に固定して、普通に青函連絡船を使って輸送していた事と同じである。
これらの現状から、結果論ではあるが、わざわざ強度試験等の追加費用を支払っての新規製作や、前項の福山通運及び、松岡満運輸の二社による従来型の古いUC5形の一部を、改造補強費＋検査料を支払って形式の改番登録を行うといった涙ぐましい努力をするも、UC7及びUT7を登録した一部のユーザーでは、結局、青函航路ルートしか使わなかったユーザもあった。これは登録開始から青函トンネル開通により、事実上は登録する意味の無くなるまでの僅か10年間の間、前記した様な様々なあやふやな環境下で、金額の多かれ少なかれを問わずある意味、疑問の残る追加の投資を余儀なくされた事となった。特に韓国ルートに関しては、UC5形時代からの輸送実績があった日本通運及び、西濃運輸の二社に事実上、限られていた。
なお、下記『第十九条の三』の本文中で関連する各法令の内容は、法令に併記している【"関連"】リンク先を参照のこと。

第十九条の三　次の各号の一に該当するコンテナ（船舶による貨物の運送に使用される底部が方形の器具であつて、反復使用に耐える構造及び強度を有し、かつ、機械荷役、積重ね又は固定の用に供する装具を有するものをいう。以下同じ。）については、前三条の規定にかかわらず、定期検査、中間検査、臨時検査及び臨時航行検査を受けることを要しない。
一　法による検査又は検定を受け、これに合格したコンテナであつて次に掲げる要件に適合するもの
イ　第五十六条の四第二項に規定する安全承認板が取り付けられていること。
ロ　第六十条の四第一項第一号又は第二号に掲げる日を経過していないこと。
ハ　著しい摩損、腐食又はき裂、有害な変形その他の異状が認められないこと。
二　日本船舶を所有することができる者又は日本船舶を所有することができない者が所有しているコンテナであつて、それぞれ告示で定める外国の政府により当該国のコンテナに関する法令に適合していることが認められていることを示す有効な確認物を有し、かつ、前号ハの要件に適合するもの
第五十六条の四　管海官庁は、法による検査を受け、これに合格したコンテナ（はじめて材料試験及び荷重試験を行つたものに限る。）又は法による検定を受け、これに合格したコンテナについて、最大総質量、最大積重ね質量（コンテナの上部に他のコンテナを積み重ねることにより、当該コンテナに負荷される質量のうち許容される最大のものをいう。以下同じ。）及び横手方向ラッキング試験荷重値（扉を有するコンテナにあつては、一の扉を取り外した状態における最大積重ね質量及び横手方向ラッキング試験荷重値を含む。第三項において同じ。）、端壁強度並びに側壁強度を指定する。
２　前項のコンテナには、管海官庁の証印（第二十二号の四様式）を受けた安全承認板（第二十二号の五様式）を取り付けておかなければならない。
３　法第八条の船舶の設備として船級協会が検査を行つたコンテナについて船級協会が指定した最大総質量、最大積重ね質量及び横手方向ラッキング試験荷重値、端壁強度並びに側壁強度並びにその証印を附した安全承認板は、管海官庁の指定した最大総質量、最大積重ね質量及び横手方向ラッキング試験荷重値、端壁強度並びに側壁強度並びにその証印を附した安全承認板とみなす。
—船舶安全法施行規則 - e-Gov法令検索

## 10000番台 登録番号序列表
※本体番号付きの（薄灰色帯欄）全てと、（薄緑色帯欄）内での以下の全国通運リース先詳細区分は、「月刊とれいんNo.540（2019年12月号）『国鉄時代の私有コンテナ第93回』」より出典。
- 10351 - 10366＝全国通運詳細
- 10487 - 10515＝全国通運詳細
- 10686 - 10690＝全国通運詳細

※1、上記三例以外の本体番号付き（薄緑色帯欄）の内容は、ウィキメディア・コモンズより出典または、序列表が最初に完成した2018年5月23日閲覧での「 コンテナの絵本・UC7一覧表 」内、実写情報より出典した。
※2、#UC7-10000番台ギャラリーも参照。
| 本体番号 ※青色数字は画像とリンク | 所有者               | 使用者                    | 個数 | 製造会社 | 製造年月 | 形状 | 備考                                        |
| -------------------------------- | -------------------- | ------------------------- | ---- | -------- | -------- | ---- | ------------------------------------------- |
| 10001 - 10100                    | 福山通運             |                           | 100  | 富士重工 | 1979年   | E    |                                             |
| 10101 - 10130                    | 西濃運輸             |                           | 30   | 東急車輛 | 〃       | B E  | 製造は東急大阪工場が担当。                  |
| 10131 - 10180                    | 名鉄運輸             |                           | 50   | 〃       | 〃       | E    |                                             |
| 10181 - 10280                    | 福山通運             |                           | 100  | 富士重工 | 1980年   | 〃   |                                             |
| 10281 - 10300                    | 日本フレートライナー |                           | 20   | 東急大阪 | 1984年   | 〃   |                                             |
| (10282) ・ (10290)               | 〃                   | 関東西濃運輸              | (2)  | 〃       | 〃       | 〃   | ※リース物件。                               |
| 10301 - 10310                    | 日本石油輸送         | 大阪合同通運              | 10   | 〃       | 〃       | S E  | ※リース物件。                               |
| (10301)                          | 大阪合同通運へ変更   |                           | (1)  | 〃       | 〃       | 〃   | ※リース終了で取得。                         |
| (10302 - 10304)                  | 〃                   | エクセディ ↓ ミズノへ変更 | (3)  | 〃       | 〃       | 〃   | 〃                                          |
| (UC7-10307)                      | 大阪合同通運へ変更   |                           | (1)  | 〃       | 〃       | 〃   | ※リース終了で取得。                         |
| (10308)                          | 〃                   | エクセディ                | 〃   | 〃       | 〃       | 〃   | 〃                                          |
| 10311 - 10350                    | 日本フレートライナー |                           | 40   | 富士重工 | 〃       | E    | ※リース使用者表示用の看板付。               |
| (10312／10314 ・ 10315)          | 〃                   | 近鉄運輸                  | (3)  | 〃       | 〃       | 〃   | ※リース物件。                               |
| (10316)                          | 〃                   | 西濃運輸                  | (1)  | 〃       | 〃       | 〃   | 〃                                          |
| (UC7-10320 ／ UC7-10322)         | 〃                   | 中越運送                  | (2)  | 〃       | 〃       | 〃   | 〃                                          |
| (10323 ・ 10324)                 | 〃                   | 西濃運輸                  | 〃   | 〃       | 〃       | 〃   | 〃                                          |
| (10330)                          | 〃                   | 新日本運輸                | (1)  | 〃       | 〃       | 〃   | 〃                                          |
| (10332)                          | 〃                   | 松岡満運輸                | 〃   | 〃       | 〃       | 〃   | 〃                                          |
| (10334)                          | 〃                   | 中越運送                  | 〃   | 〃       | 〃       | 〃   | 〃                                          |
| (10346)                          | 〃                   | 松岡満運輸                | 〃   | 〃       | 〃       | 〃   | 〃                                          |
| (10349)                          | 〃                   | 西濃運輸                  | 〃   | 〃       | 〃       | 〃   | 〃                                          |
| (10350)                          | 〃                   | 中越運送                  | 〃   | 〃       | 〃       | 〃   | 〃                                          |
| 10351 - 10366                    | 全国通運             |                           | 16   | 日本車両 | 〃       | S E  | ※リース物件。                               |
| (10351 - 10355)                  | 〃                   | 中央通運                  | (5)  | 〃       | 〃       | 〃   | 〃                                          |
| (10356 - 10360)                  | 〃                   | 西武運輸                  | 〃   | 〃       | 〃       | 〃   | 〃                                          |
| (110361 ・ 10362)                | 〃                   | 脇田運輸倉庫              | (2)  | 〃       | 〃       | 〃   | 〃                                          |
| (110363 ・ 10364)                | 〃                   | 中京通運                  | 〃   | 〃       | 〃       | 〃   | 〃                                          |
| (110365 ・ 10366)                | 〃                   | センコー                  | 〃   | 〃       | 〃       | 〃   | 〃                                          |
| 本体番号 ※青色数字は画像とリンク | 所有者               | 使用者                    | 個数 | 製造会社 | 製造年月 | 形状 | 備考                                        |
| 10367 - 10391                    | 日本フレートライナー |                           | 25   | 日本車両 | 1984年   | E    | ※リース使用者表示用の看板付。               |
| (10371)                          | 〃                   | 福山通運                  | (1)  | 日本車両 | 〃       | 〃   | ※リース物件。                               |
| (10373)                          | 〃                   | 九州産交運輸              | 〃   | 〃       | 〃       | 〃   | 〃                                          |
| (10378)                          | 〃                   | フットワーク              | 〃   | 〃       | 〃       | 〃   | 〃                                          |
| (10379)                          | 〃                   | 関東西濃                  | 〃   | 〃       | 〃       | 〃   | 〃                                          |
| 10392 - 10406                    | 〃                   |                           | 15   | 東急大阪 | 〃       | 〃   | ※リース使用者表示用の看板付。               |
| (10402)                          | 〃                   | 名鉄運輸                  | (1)  | 東急大阪 | 〃       | 〃   | ※リース物件。                               |
| (10403 ・ 10405)                 | 〃                   | 中越運送                  | (2)  | 東急大阪 | 〃       | 〃   | 〃                                          |
| 10407 - 10426                    | 第一貨物             |                           | 20   | 〃       | 〃       | 〃   |                                             |
| 10427 - 10486                    | 日本通運             |                           | 60   | 富士重工 | 〃       | S E  |                                             |
| 10487 - 10515                    | 全国通運             |                           | 29   | 日本車両 | 〃       | 〃   | ※リース物件。                               |
| (10487 - 10491)                  | 〃                   | 西武運輸                  | (5)  | 〃       | 〃       | 〃   | 〃                                          |
| (10492 - 10494)                  | 〃                   | 堺通運                    | (3)  | 〃       | 〃       | 〃   | 〃                                          |
| (10495 - 10497)                  | 〃                   | センコー                  | 〃   | 〃       | 〃       | 〃   | 〃                                          |
| (10498 ・ 10499)                 | 〃                   | 東京通運                  | (2)  | 〃       | 〃       | 〃   | 〃                                          |
| (10500)                          | 〃                   | 堺通運                    | (1)  | 〃       | 〃       | 〃   | 〃                                          |
| (10501 - 10503)                  | 〃                   | 大東通運                  | (3)  | 〃       | 〃       | 〃   | 〃                                          |
| (10504 - 10508)                  | 〃                   | 博多運輸                  | (5)  | 〃       | 〃       | 〃   | 〃                                          |
| (10509 - 10511)                  | 〃                   | 昭和通運                  | (3)  | 〃       | 〃       | 〃   | 〃                                          |
| (10512 - 10515)                  | 〃                   | 博多港運                  | (4)  | 〃       | 〃       | 〃   | 〃                                          |
| 10516 - 10665                    | 福山通運             |                           | 150  | 富士重工 | 〃       | E    |                                             |
| 10666 - 10685                    | 西濃運輸             |                           | 20   | 〃       | 〃       | E E  |                                             |
| 10686 - 10690                    | 全国通運             |                           | 5    | 日本車両 | 〃       | S E  | ※リース物件。                               |
| (10686 - 10688)                  | 〃                   | センコー                  | (3)  | 〃       | 〃       | 〃   | 〃                                          |
| (10689 ・ 10690)                 | 〃                   | 昭和通運                  | (2)  | 〃       | 1985年   | 〃   | 〃                                          |
| 10691 - 10695                    | 欠 番                | 欠 番                     | 5    | 欠番     | 欠番     | 欠番 | 欠 番                                       |
| 10696 - 10742                    | 西濃運輸             |                           | 47   | 富士重工 | 1985年   | E E  |                                             |
| 10743 - 10752                    | 札幌西濃運輸         |                           | 10   | 東急大阪 | 〃       | S E  |                                             |
| (10751)                          | 西濃運輸             |                           | (1)  | 〃       | 〃       | 〃   | 所有者変更。                                |
| 10753                            | 大栄運輸興業         |                           | 1    | 〃       | 〃       | E    |                                             |
| 本体番号 ※青色数字は画像とリンク | 所有者               | 使用者                    | 個数 | 製造会社 | 製造年月 | 形状 | 備考                                        |
| 10754 - 10763                    | 日本フレートライナー |                           | 10   | 日本車両 | 1985年   | S E  |                                             |
| (10762)                          | 〃                   | Ｉ Ｌ Ｓ                  | (1)  | 〃       | 〃       | 〃   | ※Ｉ Ｌ Ｓ＝伊藤ライフサイエンス社の略称。   |
| 10764 - 10783                    | 〃                   |                           | 20   | 東急大阪 | 〃       | E    | ※リース使用者表示用の看板付。               |
| (10772)                          | 〃                   | 中越運送                  | (1)  | 〃       | 〃       | 〃   | ※リース物件。                               |
| (10780)                          | 〃                   | 西濃運輸                  | 〃   | 〃       | 〃       | 〃   | 〃                                          |
| 10784 - 10830                    | 西濃運輸             |                           | 47   | 富士重工 | 1985年   | E    |                                             |
| 10831 - 10840                    | 日本石油輸送         |                           | 10   | 日本車両 | 〃       | S E  |                                             |
| (10832 - 10834 ・ 10837)         | 〃                   | 日本フレートライナー      | (4)  | 〃       | 〃       | 〃   | ※リース物件。                               |
| 10841 - 10850                    | 日本フレートライナー |                           | 10   | 〃       | 〃       | 〃   |                                             |
| (10847)                          | 〃                   | 中越運送                  | (1)  | 〃       | 〃       | 〃   | ※リース物件。                               |
| 10851 - 10860                    | :                    |                           | 10   | 東急大阪 | 〃       | 〃   |                                             |
| (10853)                          | 〃                   | 近鉄大一トラック          | (1)  | 〃       | 〃       | 〃   | ※リース物件。                               |
| 10861 - 10863                    | 日本石油輸送         | 丸全昭和運輸              | 3    | 日本車輌 | 〃       | 〃   | 〃                                          |
| 10864 - 10875                    | 西濃運輸             |                           | 12   | 富士重工 | 〃       | E    |                                             |
| 10876 - 10881                    | 日本石油輸送         | 堺通運                    | 6    | 日本車両 | 1986年   | S E  | ※リース物件。                               |
| (10880 ・ 10881)                 | 京都通運             |                           | (2)  | 〃       | 〃       | 〃   | ※リース終了後に所有者変更。                 |
| 10882 ・ 10883                   | 日本石油輸送         | 丸全昭和運輸              | 2    | 〃       | 〃       | 〃   | ※リース物件。                               |
| 10884 ・ 10885                   | 〃                   | 中外製薬                  | 〃   | 〃       | 〃       | 〃   | ※リース物件。四面全てに栄養飲料のデザイン。 |
| 10886 - 10899                    | 西濃運輸             |                           | 14   | 富士重工 |          | E    |                                             |
| 10900 - 909                      | 日本フレートライナー |                           | 10   | 日本車両 | 1987年   | S E  |                                             |
| (10901)                          | 〃                   | 西濃運輸                  | (1)  | 〃       | 〃       | 〃   | ※リース物件。                               |
| 10910 - 10945                    | 西濃運輸             |                           | 36   | 富士重工 | 〃       | E    |                                             |
| 10946 - 10950                    | 日本石油輸送         | ヤマト運輸隅田川支店      | 5    | 日本車輌 | 〃       | S E  | ※リース物件。                               |
| (10946 ・ 10948 ・ 10950)        | 〃                   | 日本フレートライナー      | (3)  | 〃       | 〃       | 〃   | ※リース物件。借受者変更。                   |
| 10951 ・ 10952                   | 〃                   | 堺通運                    | 2    | 〃       | 〃       | 〃   | ※リース物件。                               |
| 10953 - 10956                    | 〃                   | 〃                        | 4    | 東急大阪 | 〃       | 〃   | 〃                                          |
| (10954)                          | 〃                   |                           | (1)  | 〃       | 〃       | 〃   | ※リース終了で返却。                         |
| 10957 - 10976                    | 日本フレートライナー |                           | 20   | 日本車輌 | 〃       | 〃   |                                             |
| (10968)                          | 〃                   | 松岡満運輸                | (1)  | 〃       | 〃       | 〃   | ※リース物件。                               |
| 10977 - 10988                    | 西濃運輸             |                           | 12   | 富士重工 | 〃       | E    |                                             |
| 10989 - 10998                    | 日本石油輸送         | 日本通運                  | 10   | 東急車輛 |          | S E  | 本体カラーは、日通純正デザイン。            |
| 本体番号 ※青色数字は画像とリンク | 所有者               | 使用者                    | 個数 | 製造会社 | 製造年月 | 形状 | 備考                                        |

## 元、UC5形式からUC7への改造
- UC5-832 →→ UC7-832、松岡満運輸所有。
- UC5-836 →→ UC7-836、松岡満運輸所有。
- UC5-1494 →→ UC7-1494、福山通運所有。
- UC5-3401・3402 →→ UC7-3401 ・ 3402、松岡満運輸所有。
- UC5-3406 →→ UC7-3406、松岡満運輸所有。
- UC5-3409 →→ UC7-3409、松岡満運輸所有。
- UC5-3419・3420 →→ UC7-3419・3420、松岡満運輸所有。
- UC5-3422 →→ UC7-3422、松岡満運輸所有。
- UC5-3430 →→ UC7-3430、松岡満運輸所有。
- UC5-3433 →→ UC7-3433、松岡満運輸所有。
- UC5-3437 →→ UC7-3437、松岡満運輸所有。

## UC7-10000番台ギャラリー

UC7-10000番台ギャラリー
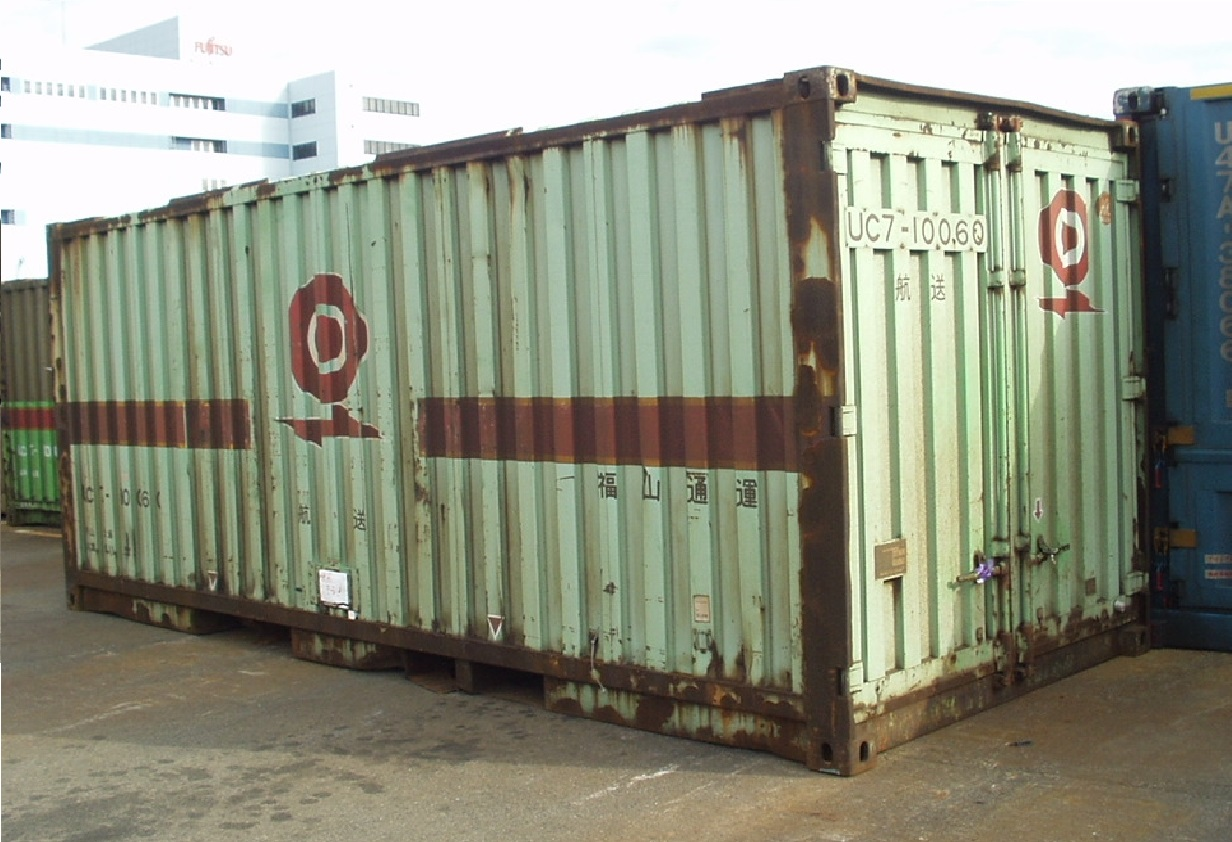
UC7-10060 福山通運（第1次企業カラー） 基本的な片妻一方開仕様。 2004年1月1日、東京(タ)。
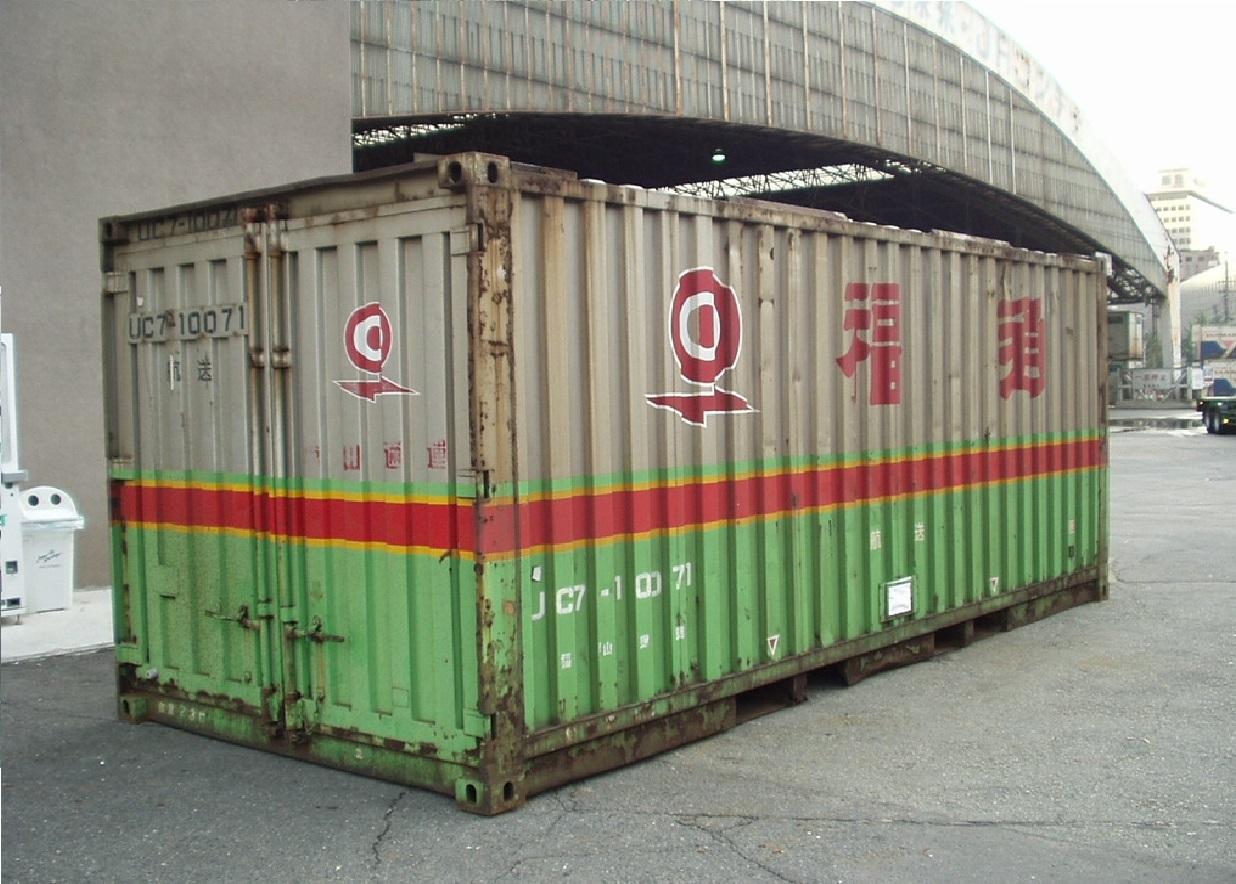
UC7-10071 福山通運（第2次企業カラー） 基本的な片妻一方開仕様。 2003年9月12日、（大阪府／元梅田貨物駅北地区）
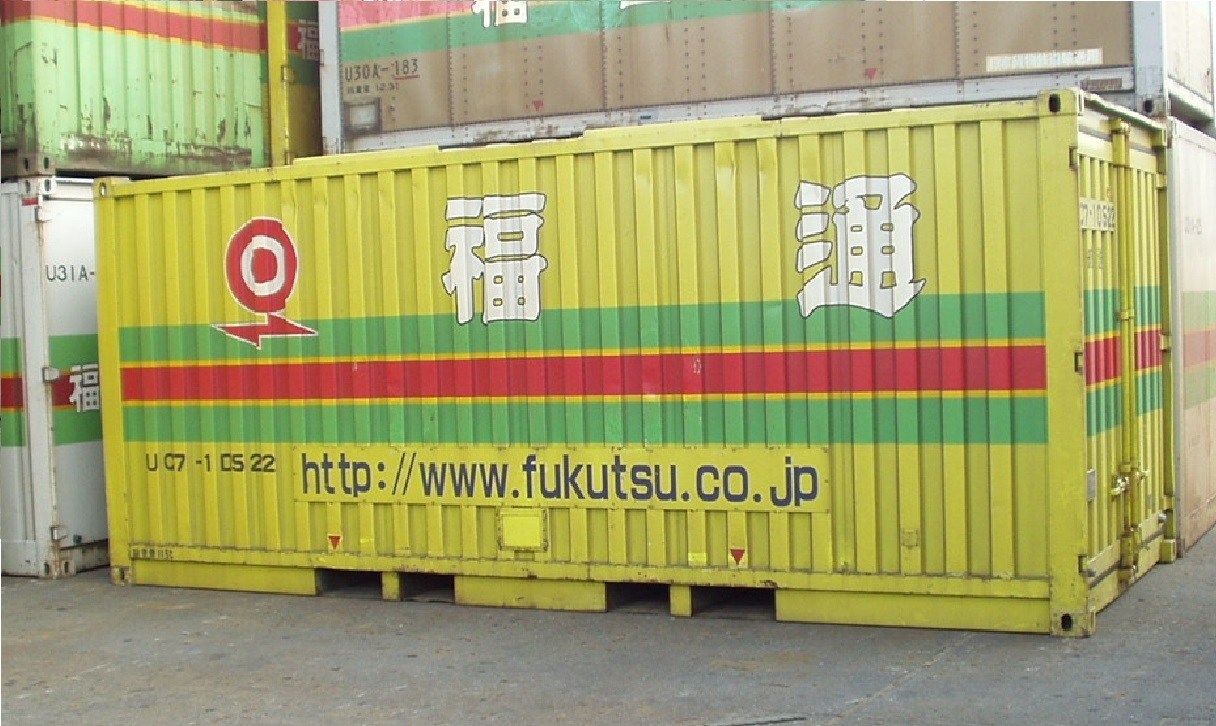
UC7-10522 福山通運（第3次企業カラー） 基本的な片妻一方開仕様。 2004年1月1日、東京(タ)。
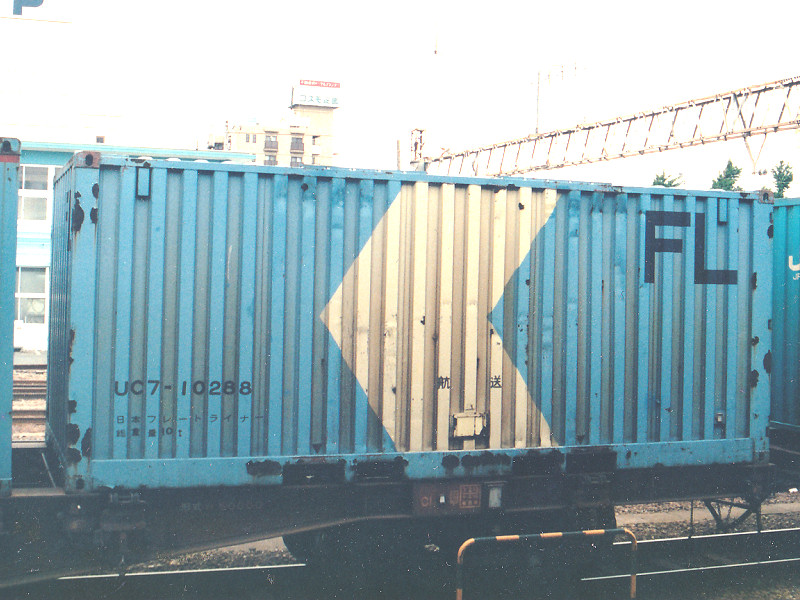
UC7-10288 日本ﾌﾚｰﾄﾗｲﾅｰ（第1次企業カラー） 基本的な片妻一方開仕様。 このロットより、始めて自社での直接輸送参入の為に配備し以後、ベースとなるブルーの下地に矢印入りデザインが基本カラーとして、現在でも引き継がれている。[続き 1]
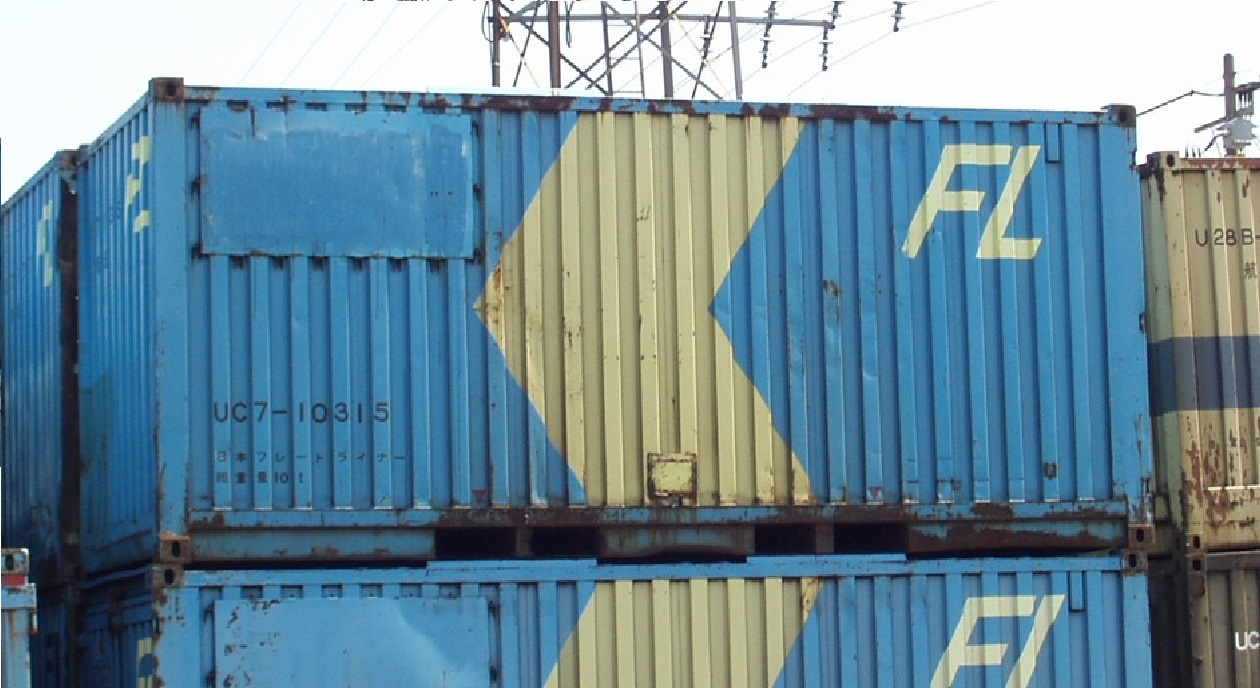
UC7-10315 日本ﾌﾚｰﾄﾗｲﾅｰ（第2次企業カラー） 基本的な片妻一方開仕様。 このロットより始めてリース先表示用、取り外し可能形の看板が両側面の左側上部に、標準仕様となった。 2003年4月6日、東京(タ)。
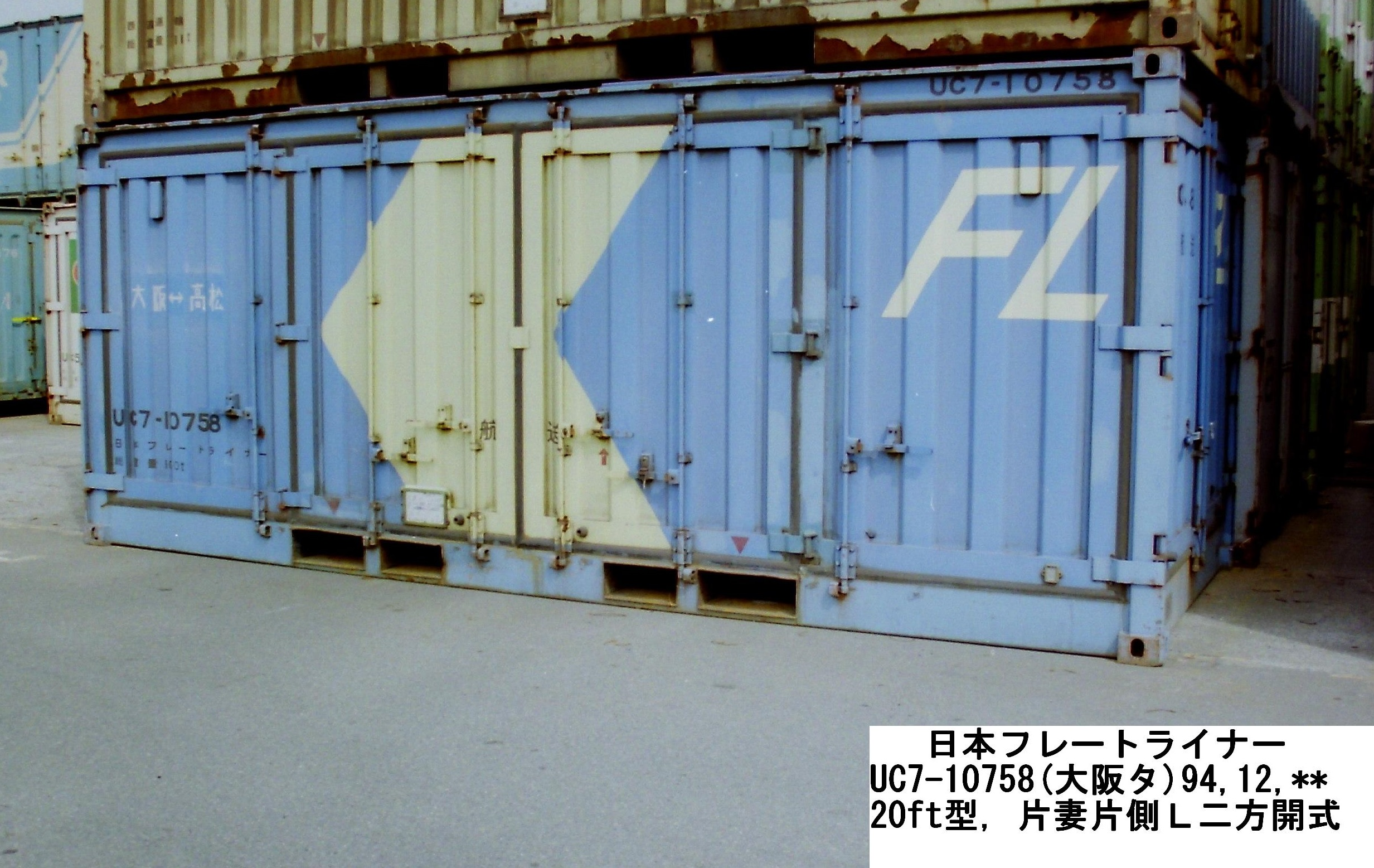
UC7-10758 日本ﾌﾚｰﾄﾗｲﾅｰ（第2次企業カラー） 片妻・片側Ｌ二方開仕様。 1994年12月、大阪(タ)。
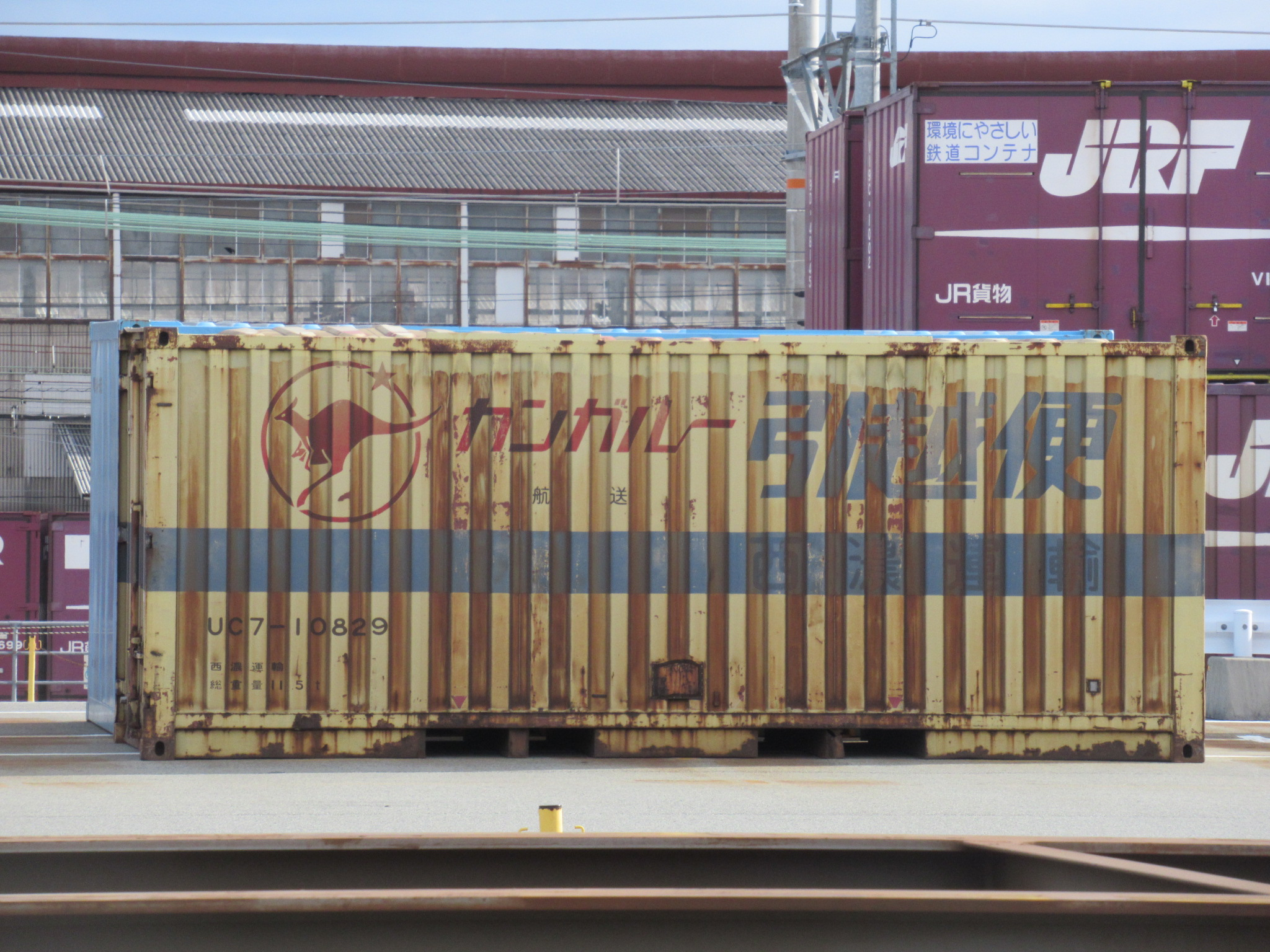
UC7-10829 西濃運輸（第2次企業カラー） 基本的な片妻一方開仕様。 2018年12月9日、撮影場所は場所不明。
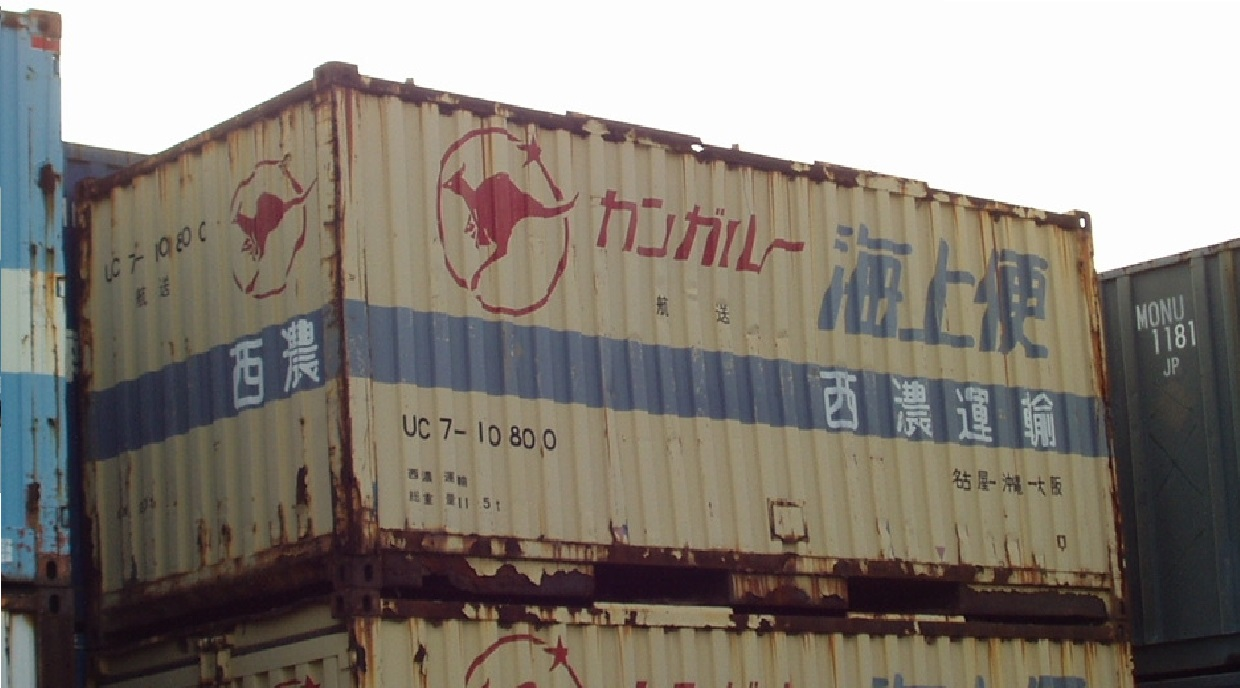
UC7-10800 西濃運輸（第2次企業カラー） 基本的な片妻一方開仕様。 ※沖縄 ⇔ 本土間輸送用。 2003年5月17日、
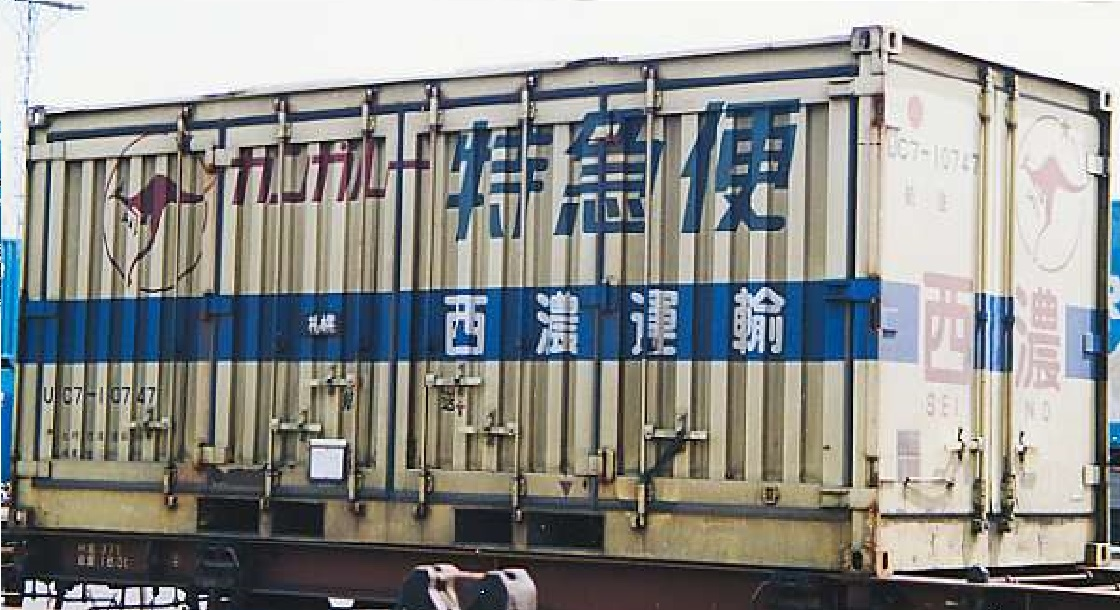
UC7-10747 札幌西濃運輸（第2次企業カラー） 片妻・片側Ｌ二方開仕様。 1991年05月、北海道／札幌(タ)。
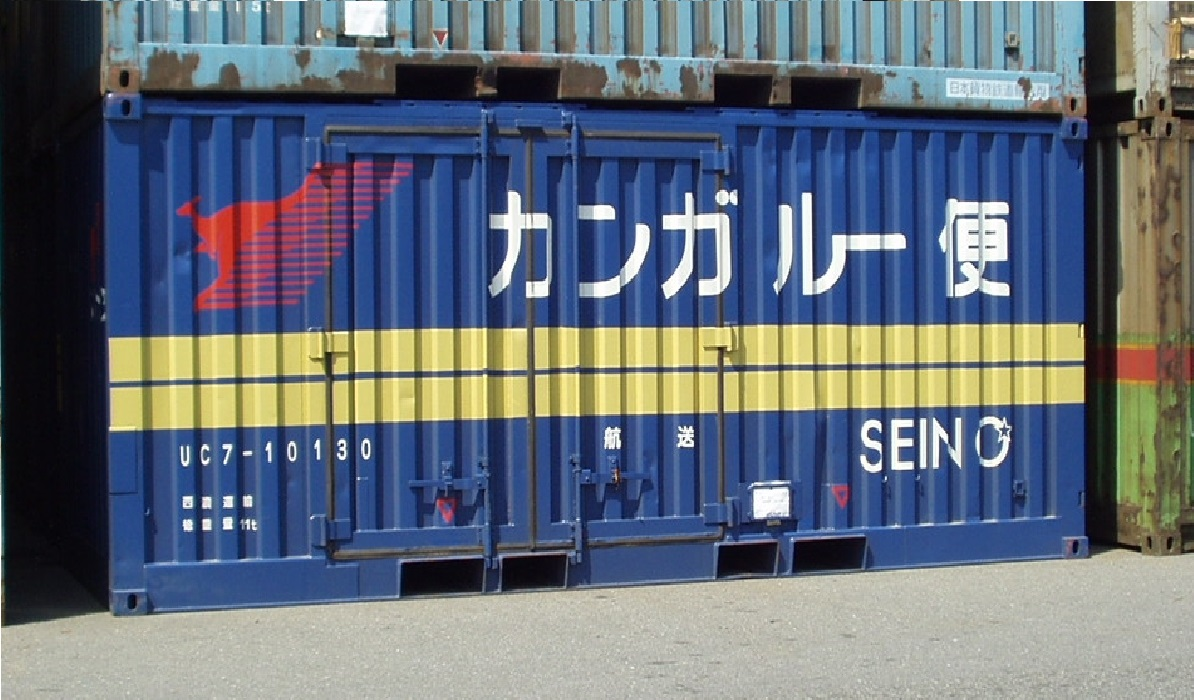
UC7-10130 西濃運輸（第5次企業カラー） 片妻一方・片側一部観音開仕様。 2003年4月6日、東京(タ)。
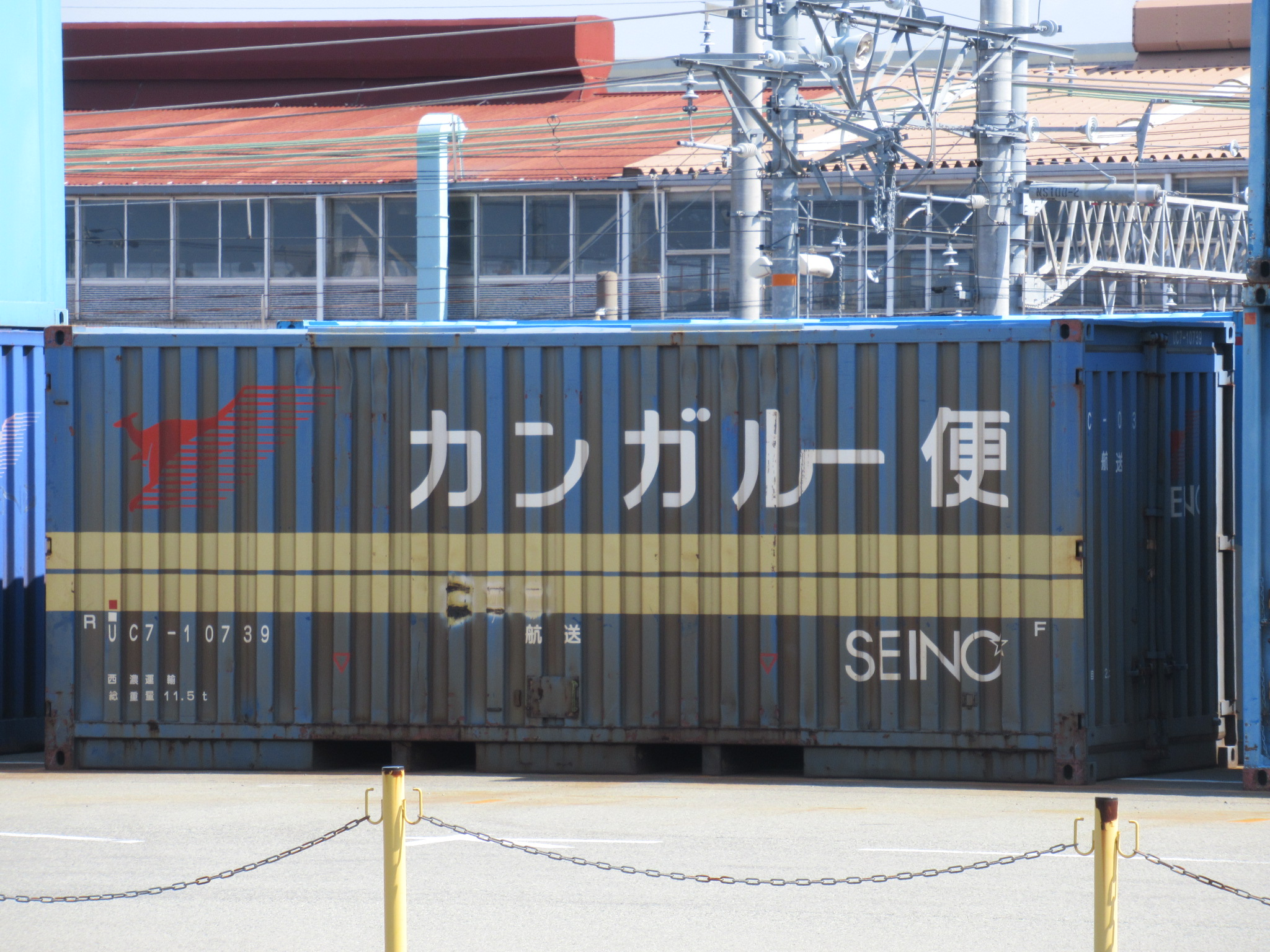
UC7-10739 西濃運輸（第5次企業カラー） 両妻二方開仕様。 両側面の両端側に（F）と（R）の記載があり、トラックに例えると、前向き側に（F）、後ろ側に（R）を記載してコンテナの方向性を表記している。[続き 2]
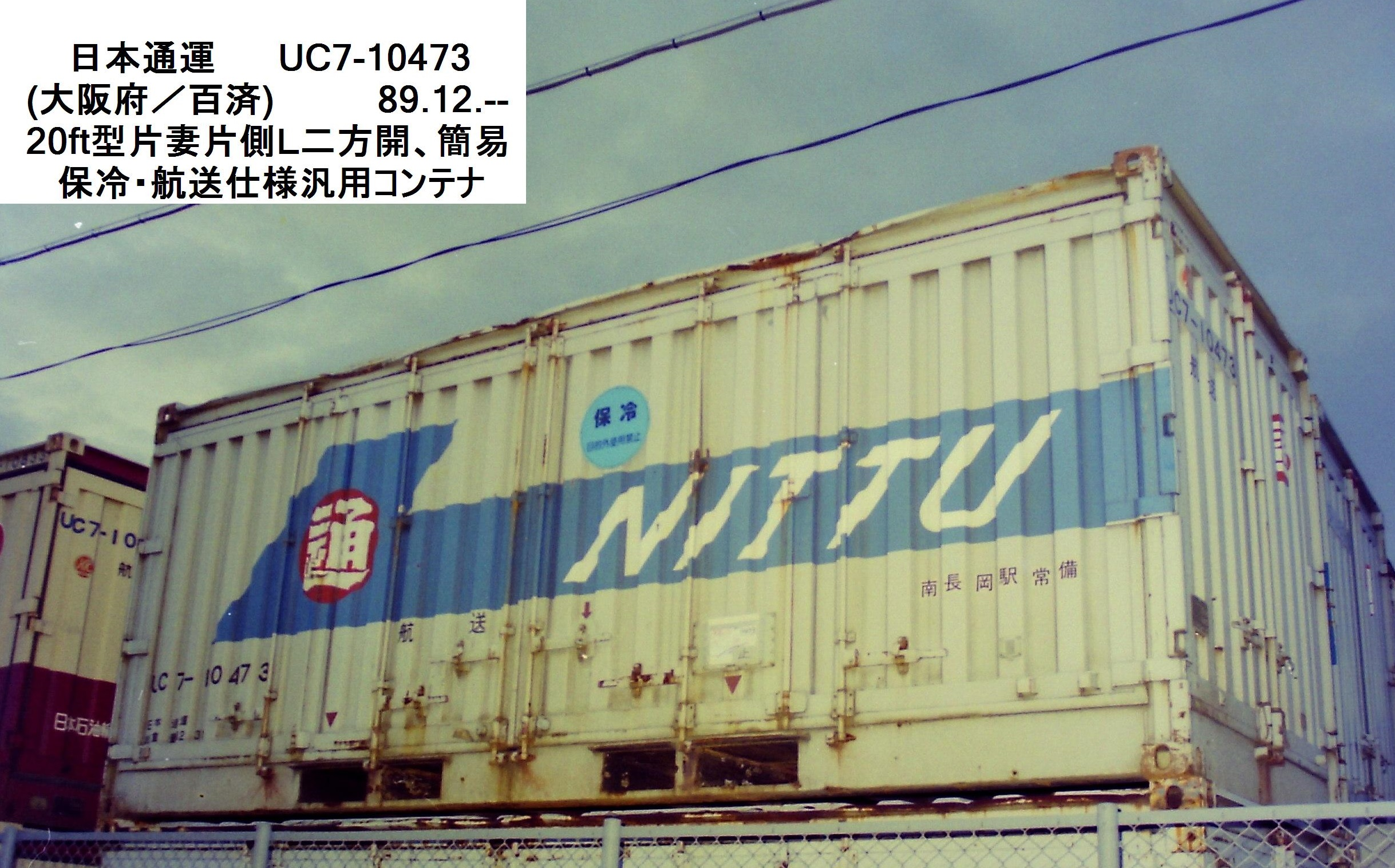
UC7-10473 日本通運 片妻・片側Ｌ二方開仕様。 ※流通米の低温輸送のために、簡易保冷仕様になっている。 1989年12月、大阪府／旧、百済貨物駅。
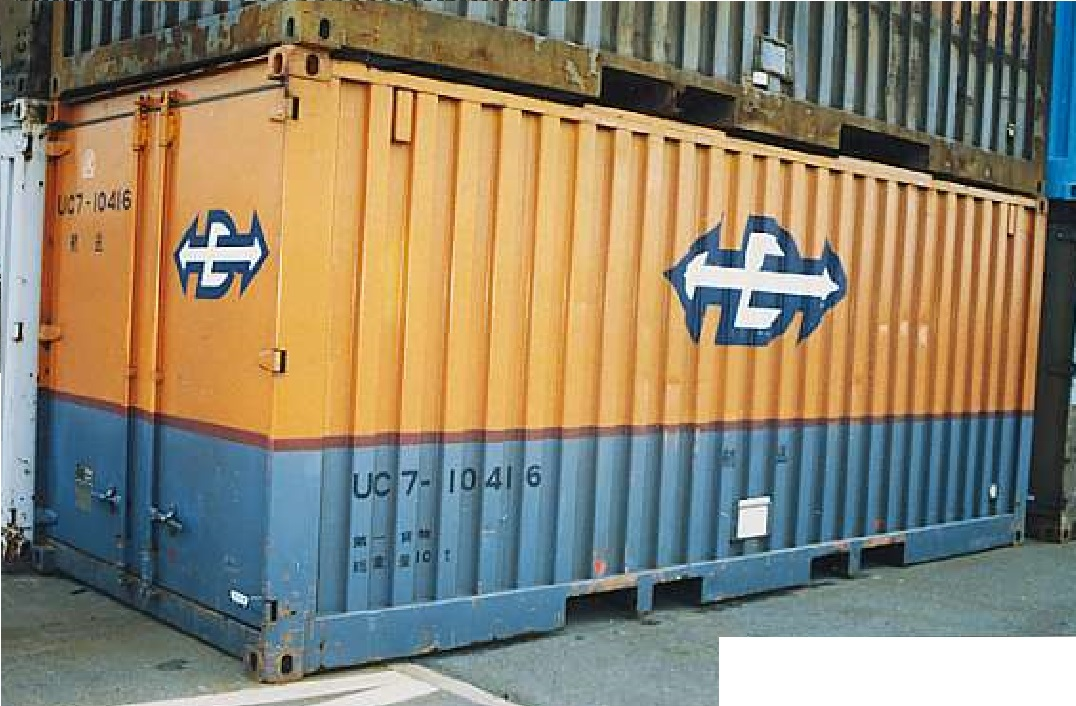
UC7-10416 第一貨物 基本的な片妻一方開仕様。 1988年10月、大阪(タ)。
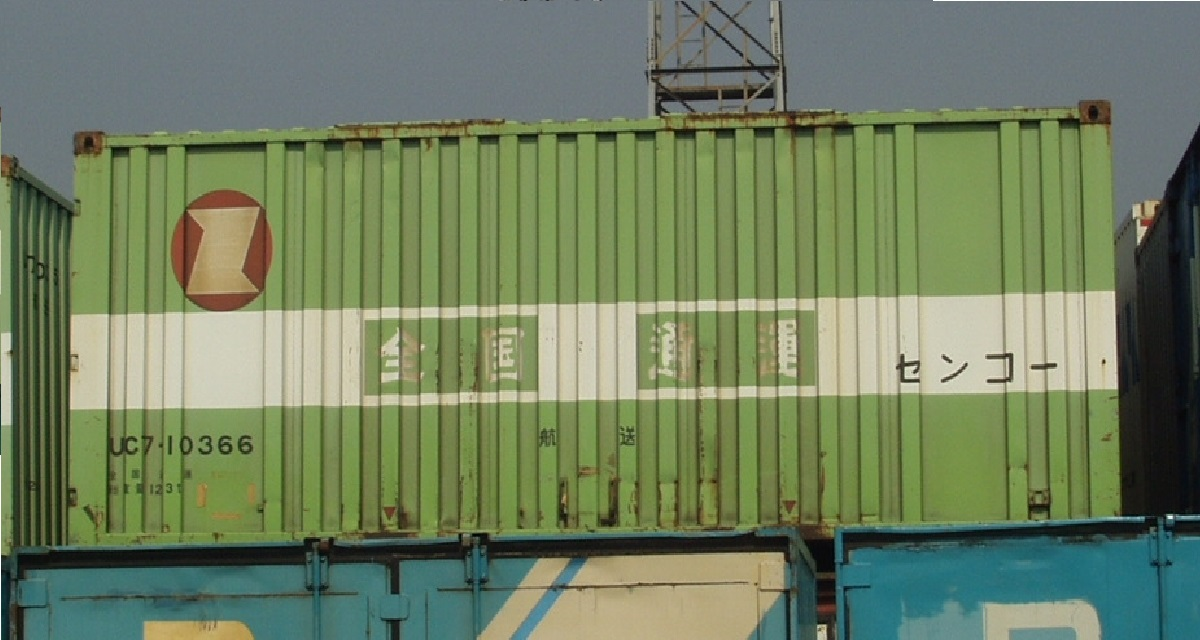
UC7-10366 全国通運／センコー 片妻・片側Ｌ二方開仕様。 ※全国通運傘下の通運事業者へのリース用。 2003年4月7日、大阪(タ)。
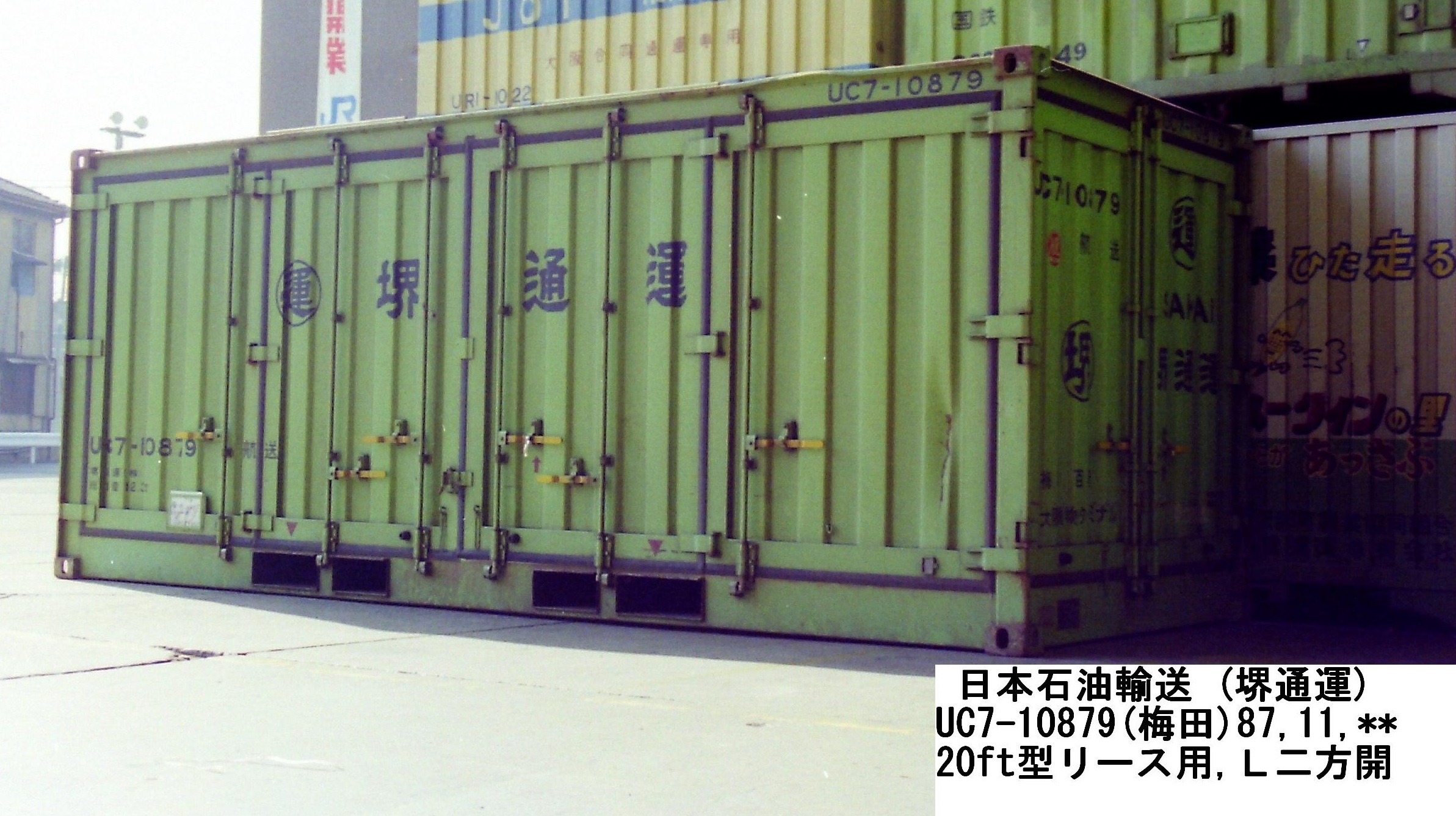
UC7-10879 日本石油輸送／堺通運 片妻・片側Ｌ二方開仕様。 ※特定荷主へのリース物件。 1887年11月、大阪／旧、梅田貨物駅。
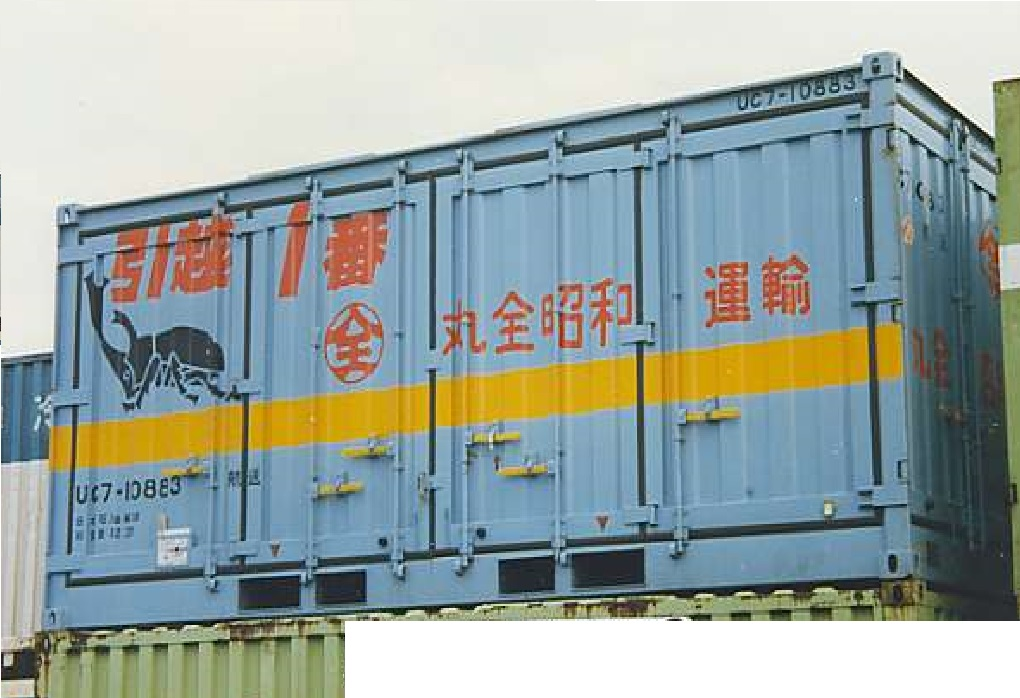
UC7-10883 日本石油輸送／丸全昭和運輸 片妻・片側Ｌ二方開仕様。 ※特定荷主へのリース物件。 1987年4月、大阪(タ)。
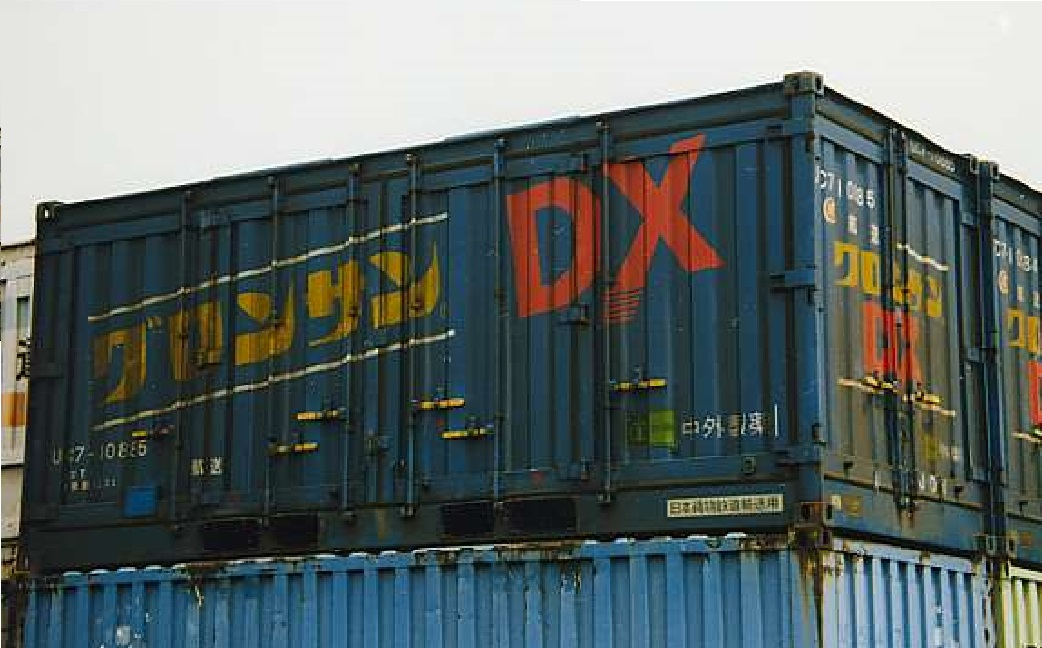
UC7-10885 日本石油輸送／中外物流 片妻・片側Ｌ二方開仕様。 ※特定荷主へのリース物件。 1994年5月、東京(タ)。
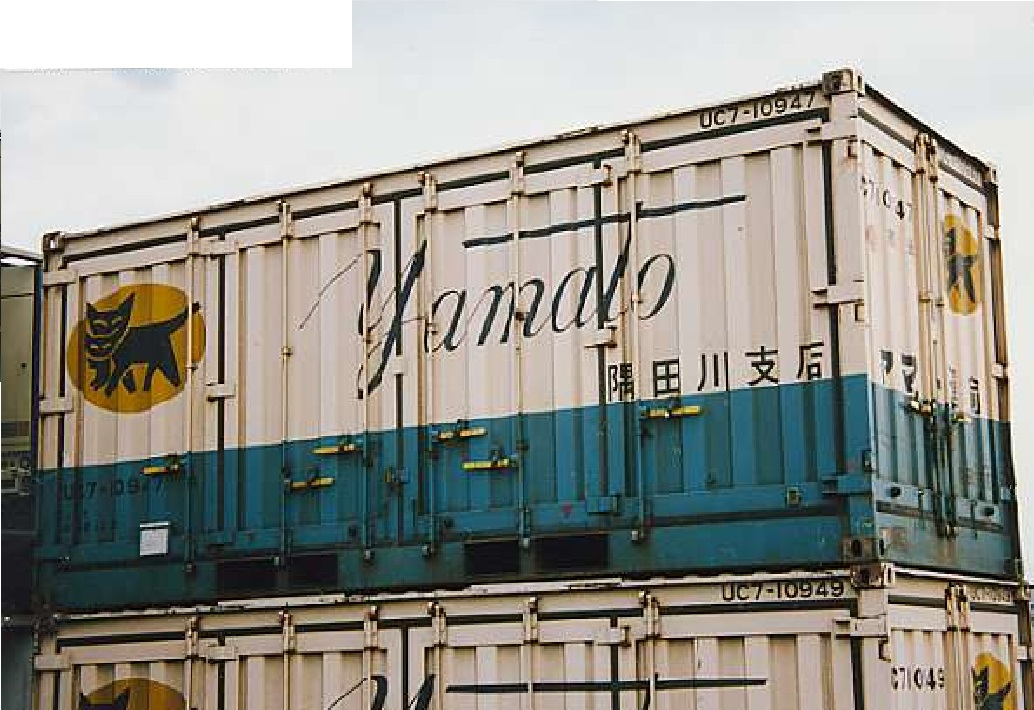
UC7-10947 日本石油輸送／ヤマト運輸 片妻・片側Ｌ二方開仕様。 ※特定荷主へのリース物件。 1987年8月、東京都／隅田川貨物駅。
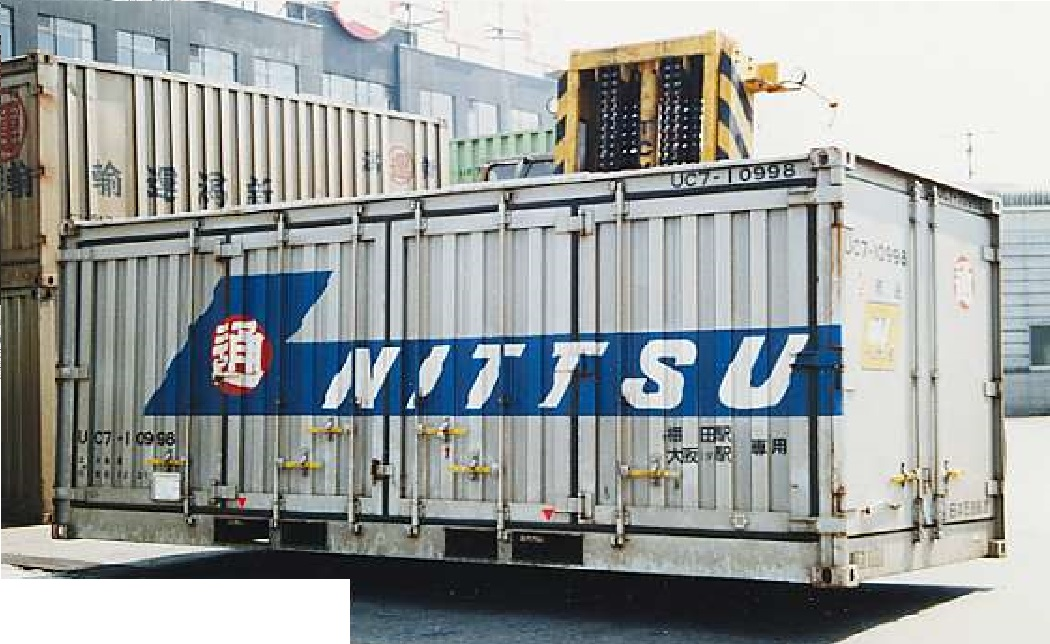
UC7-10998 日本石油輸送／日本通運 片妻・片側Ｌ二方開仕様。 ※特定荷主へのリース物件。 1997年10月、東京(タ)。

### 補足
1. ↑  実際に対象となるのは沖縄及び、韓国航路で旧、国鉄が取り扱っている20ftのコンテナのみを対象としており、同時に船舶へ積載されている他社（海運会社や物流各社等）のいわゆる海上国際用コンテナや、内航用コンテナは、無関係である。

### 説明文の続き
1. ↑  ※なお、両側夫々の右端側上部に黒字で描かれている略称名の「 F L 」文字は、黒文字及び直立字体共に、このロット20個のみの限定されたデザインであり、以後の増備ロットからは全て矢印カラーと同色の斜め字体に統一されている。
撮影時期不詳、蘇我駅。
2. ↑  なお、両妻側それぞれのドアには開閉事故防止のために、「反対側のドアロック確認」等の注意シールがある。
2018年9月16日、場所不明。